# Louis Joner
Ludwig Ernst „Louis“ Joner (* 30. Januar 1880 in Badenweiler; † 14. April 1956 in Freiburg im Breisgau) war ein deutscher Hotelier. Er war Inhaber des Hotels Römerbad in Badenweiler.

## Werdegang
Joner kam als jüngstes von drei Kindern des Hotelbesitzers Ludwig Joner (1823–1881) und der Bertha Joner, geb. Herbster, (1847–1930) zur Welt. Die Familie betrieb seit 1824 das am Schlossplatz errichtete Kurhotel Römerbad. Sein Vater verstarb früh.
Er besuchte das Humanistische Gymnasium in Freiburg i. Br., das er mit dem Einjährigenzeugnis verließ. Nach dem Tod der Mutter am 9. August 1930 übernahm er die Leitung des Hotels. Das Erbe seiner Eltern führte er fort und begründete den Ruf seines Hauses als Kulturinstitution. Im Kuppelsaal des Hotels rief er die jährlich veranstalteten Römerbad-Musiktage ins Leben, die bald weit über Baden hinaus bekannt wurden.
Neben verschiedenen Ehrenämtern in der Gemeinde Badenweiler war Joner von 1947 bis 1952 Vorstand des Badischen Fremdenverkehrsverbandes. Zugleich gehörte er dem Bundesvorstand und dem Beirat der Deutschen Zentrale für Fremdenverkehr an. Als Joner 1952 den Präsidentenstuhl an Erwin Haas übergab, gehörten dem Badischen Fremdenverkehrsverband 278 Mitgliedsgemeinden an.
Von 1913 an war Joner mit der Berta Justus verheiratet. Die der Ehe entstammende Tochter Elisabeth Joner-Fellmann (1915–2001) und ihr Gatte Louis-Ferdinand Fellmann (1915–2001) übernahmen nach seinem Ableben die Leitung des Hotels.

## Ehrungen
- Bundesverdienstkreuz 1. Klasse (31. Dezember 1951)[1]
- Ehrenbürgerschaft der Gemeinde Badenweiler (30. Januar 1955)